# Першозванівська сільська рада
Першозванівська сільська рада — колишній орган місцевого самоврядування в ліківідованому Лутугинському районі Луганської області з адміністративним центром у с. Першозванівка.

## Загальні відомості
Історична дата утворення: в 1919 році. Ліквідована у 2020 році. Водоймища на території, підпорядкованій даній раді: річка Луганчик.

## Населені пункти
Сільській раді підпорядковані населені пункти:
- с. Першозванівка
- с. Глафірівка
- с. П'ятигорівка

## Склад ради
Рада складається з 16 депутатів та голови.